# Gare de Villeneuve-lès-Maguelone
Pour les articles homonymes, voir Gare de Villeneuve.
La gare de Villeneuve-lès-Maguelone est une gare ferroviaire française de la ligne de Tarascon à Sète-Ville, située sur le territoire de la commune de Villeneuve-lès-Maguelone, dans le département de l'Hérault en région Occitanie. 
C'est une halte voyageurs de la Société nationale des chemins de fer français (SNCF) desservie par des trains express régionaux TER Occitanie.

## Situation ferroviaire

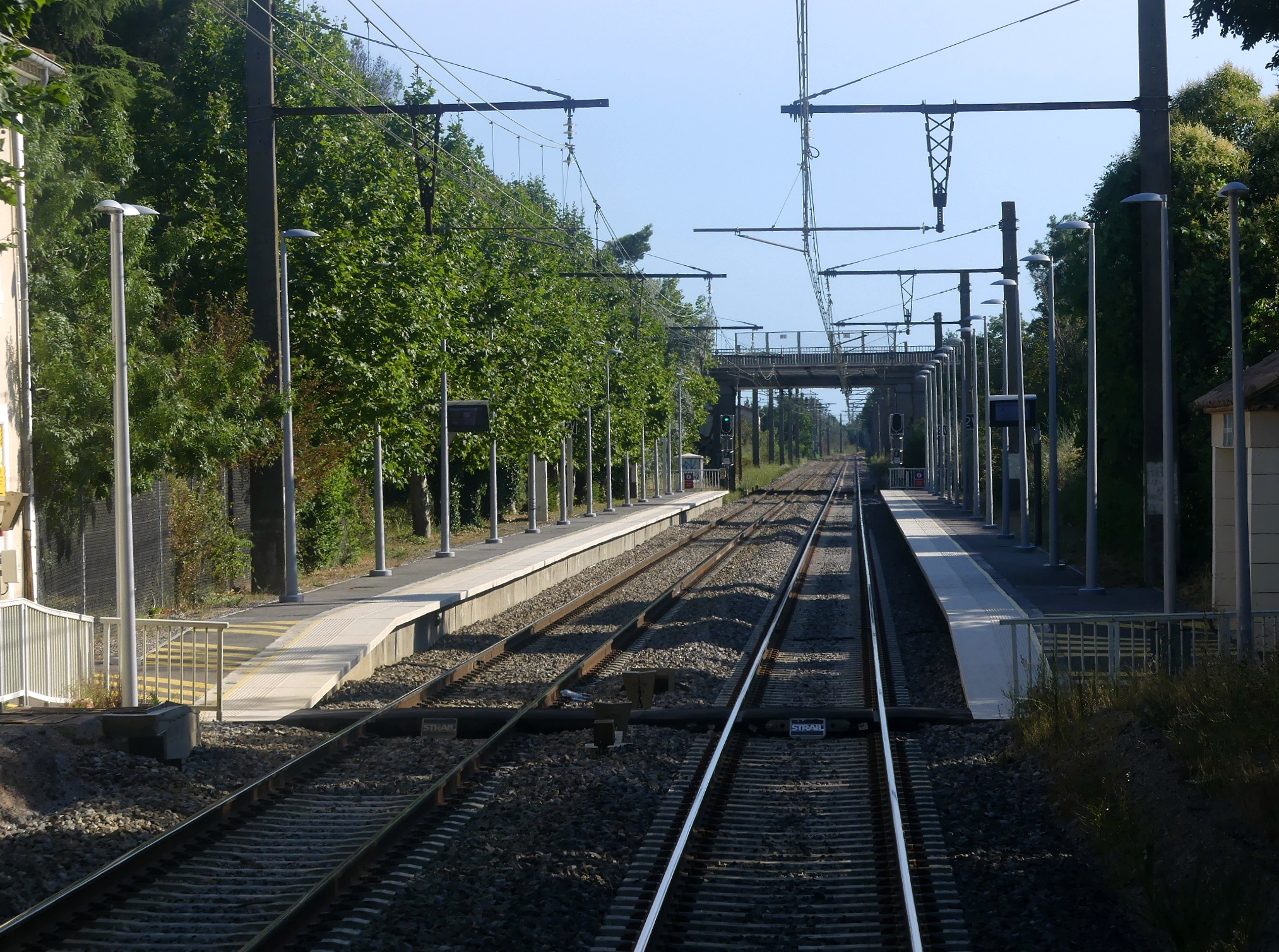
La gare en direction de Sète, en soirée.

Établie à 7 mètres d'altitude, la gare de Villeneuve-lès-Maguelone est située au point kilométrique (PK) 84,310 de la ligne de Tarascon à Sète-Ville, entre les gares de Montpellier-Saint-Roch et de Vic - Mireval.

## Fréquentation
De 2015 à 2023, selon les estimations de la SNCF, la fréquentation annuelle de la gare s'élève aux nombres indiqués dans le tableau ci-dessous.
| Année           | 2015  | 2016   | 2017   | 2018   | 2019   | 2020   | 2021   | 2022   | 2023   |
| --------------- | ----- | ------ | ------ | ------ | ------ | ------ | ------ | ------ | ------ |
| Voyageurs seuls | 9 789 | 11 151 | 14 115 | 10 572 | 12 476 | 13 808 | 31 176 | 48 978 | 63 080 |

## Service des voyageurs

### Accueil
Halte SNCF, c'est un point d'arrêt non géré (PANG) à entrée libre.

### Desserte
Villeneuve-lès-Maguelone est desservie par des trains TER Occitanie qui effectuent des missions entre les gares : de Marseille-Saint-Charles, ou d'Avignon-Centre, ou de Nîmes, ou de Lunel, ou de Montpellier-Saint-Roch, et de Narbonne ou de Perpignan.

### Intermodalité
Un parking pour les véhicules est aménagé. 